# Le Pont-de-Soulles

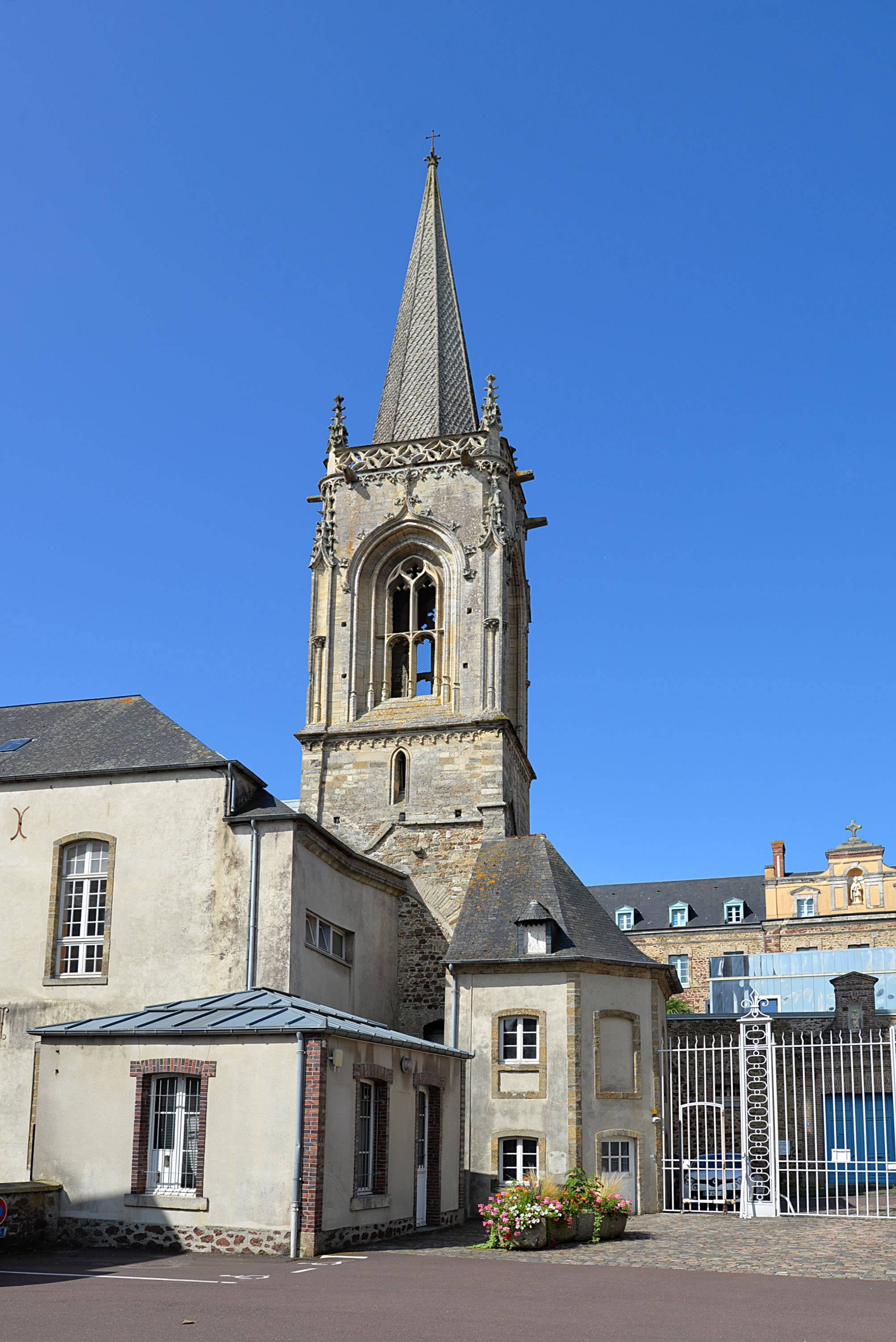
Toren van de verdwenen augustijnenkerk

Le Pont-de-Soulles is een historische wijk in de Franse stad Coutances (Manche).
Le Pont-de-Soulles is ontstaan in de middeleeuwen als een wijk buiten de stadsmuren. De wijk lag ten zuiden van de ommuurde stad tot aan de Soulles. Hier was veel van de textielnijverheid en leerbewerking gevestigd die van Coutances een rijke stad maakten. Leerbewerkers maakten er perkament en schoenen. Deze industrie bleef aanwezig in de wijk tot de 19e eeuw. Daarnaast waren er in Le Pont-de-Soulles ook instellingen voor armen- en ziekenzorg. Het hospitaal en de omliggende kloosters lagen aan de noordrand van Le Pont-de-Soulles. Hier staan oude monumenten als de Chapelle de la Victoire (de kapel van het voormalige ziekenhuis) en het augustinessenklooster, beide uit de 17e eeuw.
In 1840 werd op de Soulles een rivierhaven aangelegd.
In juni 1944 werden delen van de wijk vernield bij luchtbombardementen. Het noordelijk deel van de rue du Pont-de-Soulles, de hoofdstraat van de wijk, lag grotendeels in puin. Hier werden nieuwe huizen gebouwd. In het zuidelijk deel van de straat zijn de oude winkelpanden met een verdieping, waarvan er sommige nog dateren van voor de 19e eeuw, wel bewaard. Bij de wederopbouw werden de rivieren Prépont en Bulsard die uitmonden in de Soulles, omgeleid en gekanaliseerd.  Door de aanleg van nieuwe wegen verloor de rue du Pont-de-Soulles haar rol als toegangsweg tot de stad voor het verkeer uit het zuiden. In de jaren 1950 werd ook een aparte industriezone ingericht. Hier zijn het slachthuis en een kaasfabriek gevestigd.

## Afbeeldingen

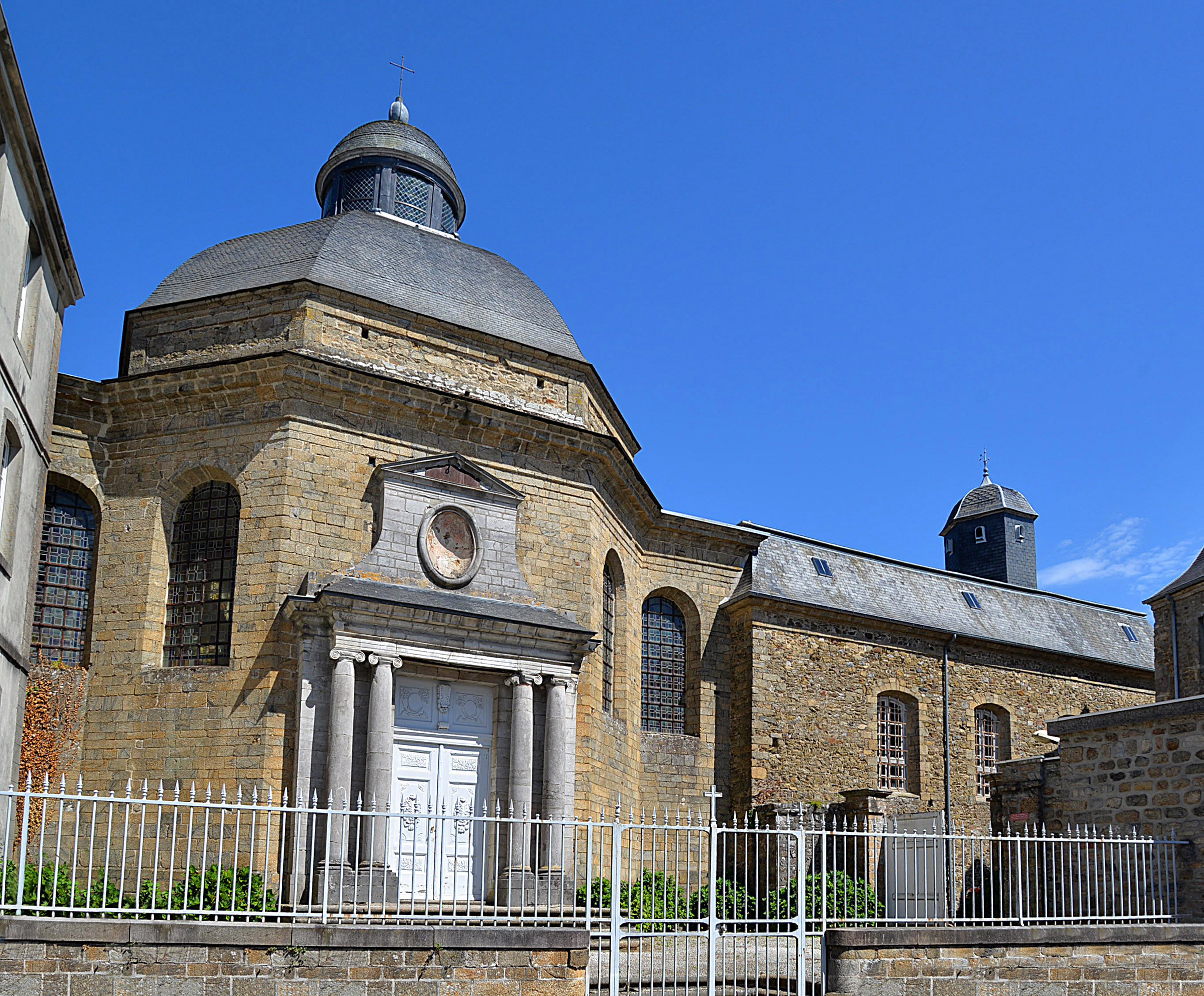
Chapelle de la Victoire
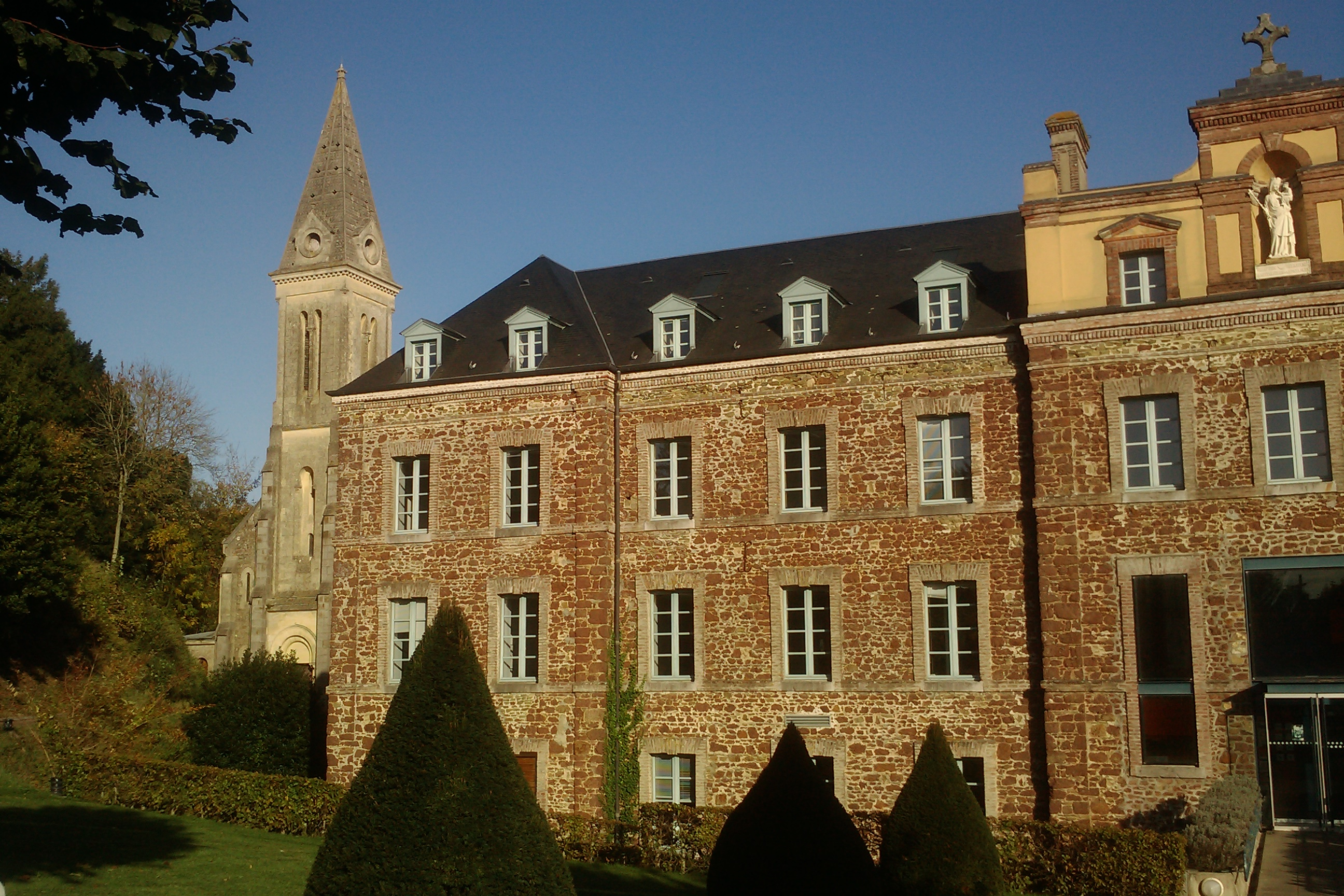
Augustinessenklooster
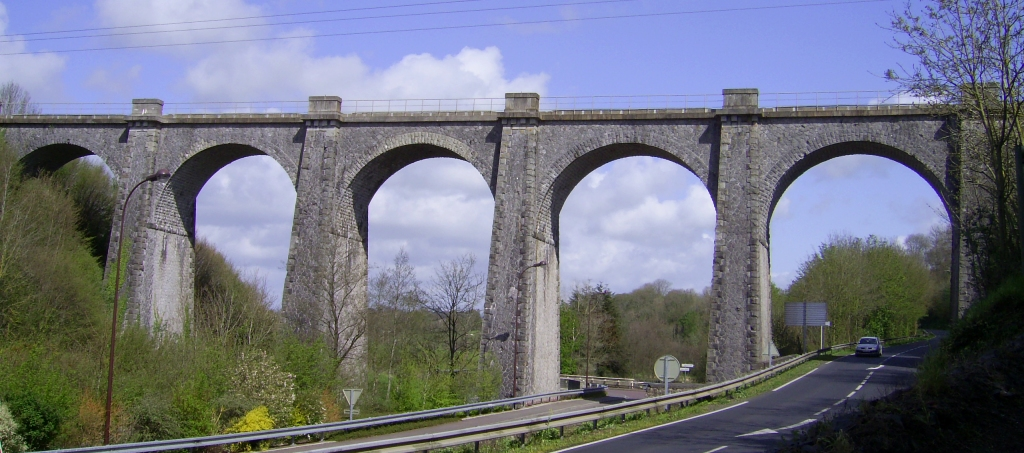
Viaduct over de Soulles